# آرثر ماكدونالد
آرثر ماكدونالد (بالإنجليزية: Arthur McDonald)‏ هو فيزيائي كندي ولد عام 1943 في مقاطعة نوفا سكوشا. يشغل ماكدونالد منصب مدير مرصد سودبوري للنيوترينو، كما أن لديه مقعداً علمياً في جامعة كوينز Queen's University في كينغستون، أونتاريو.
حاز آرثر ماكدونالد عام 2015 على جائزة نوبل في الفيزياء مناصفة مع تاكاكي كاجيتا، وذلك لأبحاثه على جسيمات النيوترينو.

## اقرأ أيضاً
- تاكاكي كاجيتا
- تذبذب النيوترينو

## روابط خارجية
- آرثر ماكدونالد على موقع IMDb (الإنجليزية)
- آرثر ماكدونالد على موقع الموسوعة البريطانية (الإنجليزية)
- آرثر ماكدونالد على موقع مونزينجر (الألمانية)